# Leiningen-Rickingen
Leiningen-Rickingen fou una línia comtal d'Alemanya sorgida de la divisió de la línia Leiningen-Dagsburg el 1343. Es va extingir el 1506 i va passar als comtes de Westerburg-Leiningen

## Comtes de Leiningen-Rickingen
- Friedmann 1343-1345
- Jofré II 1345-1380
- Joan 1380-1430
- Rodolf 1430-1473
- Herman 1473-1506